# Kuwait Investment Authority
El Kuwait Investment Authority (KIA) és el fons sobirà d'inversió de Kuwait. És el fons sobirà vigent més antic del món. És una entitat gestora, que s'especialitza en la inversió local i estrangera. Va ser fundat per gestionar els fons del Govern de Kuwait amb els primers excedents financers després del descobriment de petroli. Avui dia, el KIA administra el Kuwait General Reserve Fund, el Kuwait Future Generations Fund, així com qualsevol altre actiu compromès amb el Ministeri d'Hisenda.
L'any fiscal 2004/2005, la contribució anual del Kuwait Future Generations Fund tenia un valor de 896,24 milions de dinars kuwaitíes (USD 3,07 mil milions de dòlars).
El Consell d'administració del KIA està encapçalat pel Ministre de Finances, amb seients assignats al Ministre d'Energia, el Governador del Banc Central de Kuwait, el sotssecretari del Ministeri de Finances, i altres 5 nacionals que són experts en la matèria, dels quals 3 no haurien d'ocupar cap altre càrrec públic.

## Organització
La Kuwait Investment Authority realitza les seves operacions a través de múltiples filials distribuïdes per tot el món de les quals KIA és la matriu.
A Europa la Kuwait Investment Office (KIO) actua com la filial de KIA i té la seu a Londres.
A Catalunya, el 2015 va invertir 500 milions d'euros en una ampliació de capital de Gas Natural.